# کوم-کوسیاک
کوم-کوسیاک (به لاتین: Kum-Kosyak) یک منطقهٔ مسکونی در روسیه است که در باشقیرستان واقع شده‌است.